# Klink (sluiting)

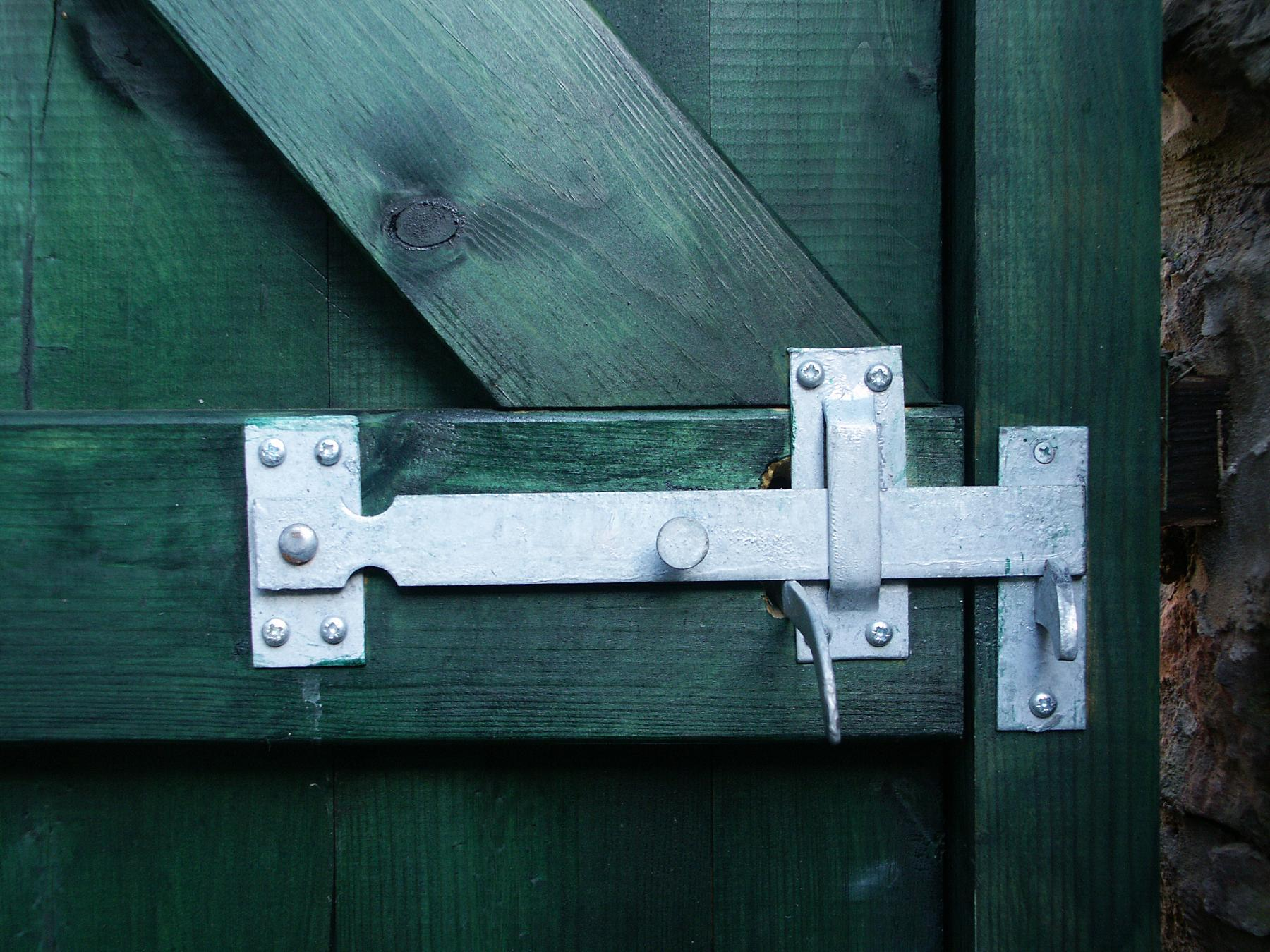
Klink aan schuurdeur

Een klink is een constructie om een deur gesloten te houden. Tegenwoordig worden klinken voornamelijk aangetroffen aan deuren van schuren en boerderijen, maar ook bij toegangspoorten en tuinhekjes.
De deur gaat naar binnen open. De klink bevindt zich aan de binnenkant van de deur en hangt in een neus of haak met een oplooprug, die aan de deurstijl is bevestigd. Wordt de deur dichtgetrokken of dichtgeduwd, dan valt de klink over de neus. Om de deur te openen moet de klink worden opgetild. Om de deur ook van buitenaf te kunnen openen, bevindt zich aan de buitenkant een knopje dat door een gat in de deur onder de klink steekt. Het is ook mogelijk dat de deur van buitenaf wordt geopend met een deurkruk die bevestigd is aan het draaipunt van de klink.